# Peña folclórica chilena
Una peña folclórica chilena es un evento social chileno en el que participan diversos cantantes, poetas, cuerpos de baile y orquestas folclóricas que presentan sus obras en recintos pequeños, ante un público sentado en mesas iluminadas por velas, donde frecuentemente se consume vino navegado y empanadas. A veces, personas del público son invitadas a participar espontánea e improvisadamente con algún número artístico. Se asocia generalmente con movimientos contestatarios.

## Etimología
Pese a la creencia de que la raíz de la palabra estaría en el mapudungun (peñi, 'hermano') y que los mapuches habrían usado la palabra peñalolén para referirse a una 'reunión entre hermanos', el término «peña» proviene del español, donde se conoce así a las agrupaciones informales de gente formadas para un fin particular.

## Desarrollo
Las peñas son frecuentemente llevadas a cabo por organizaciones sociales, políticas, gremiales y estudiantiles para reunir fondos o para solidarizar con alguna causa o persona. Su existencia data de las décadas de 1950 y 1960. Antiguamente, eran más conocidas como chinganas.
Una de las peñas folclóricas más conocidas fue la Peña de los Parra, que funcionó durante la década de 1960 y principios de los años 1970 en Santiago. También existió otra con la misma calidad y compromiso social llamada la "Peña de Chile ríe y canta", que dirigía el locutor radial René Largo Farías.
Es importante hablar de la labor realizada por el profesor de folclore René Sarzosa en la Escuela experimental de cultura popular Pedro Aguirre Cerda de la comuna de Quinta Normal donde anualmente se recreaba una chingana con danzas y atuendos típicos de aquella época.

## Periodo de la dictadura militar

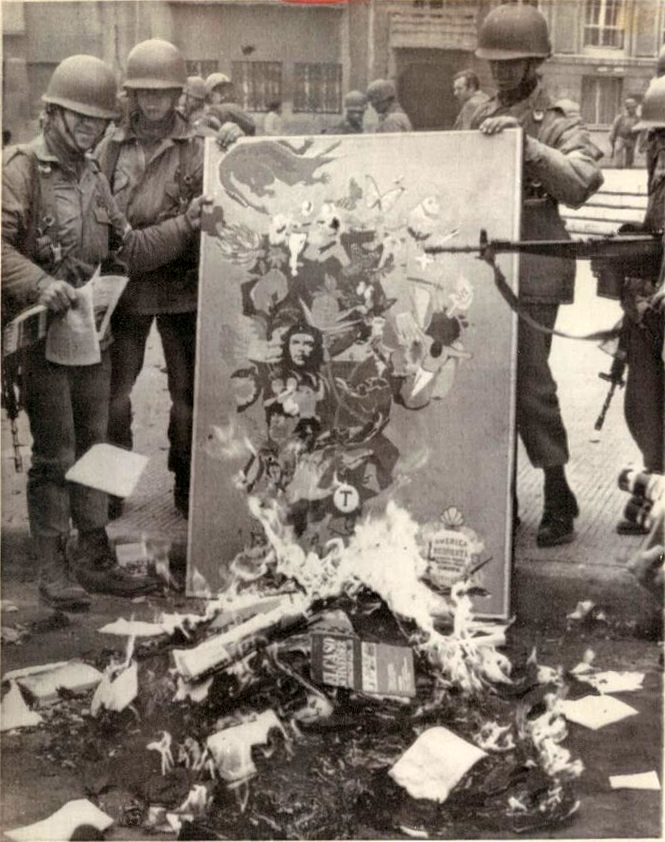
Tras el Golpe de Estado de 1973 se instauraron toques de queda, se iniciaron persecuciones políticas y se clausuraron peñas folclóricas y otros eventos culturales. En la fotografía, militares queman libros, revistas y periódicos políticos durante un allanamiento a la Remodelación San Borja el 23 de septiembre de 1973.

Con el golpe de Estado y la instauración de la dictadura militar de Augusto Pinochet, las distintas peñas existentes en Chile, incluidas la "Peña de Chile ríe y canta" y la "Peña de los Parra", fueron clausuradas.
En julio de 1975, nació la primera peña después del golpe militar, la "Peña doña Javiera", dirigida por Nano Acevedo, en esta actuaron: Margot Loyola, Capri, Ortiga, Los Zunchos, Crismas, Lázaro Salgado, Pedro Yáñez, Trío Orfeo, Chamal, Tradición, Quipaman, Isabel Aldunate, Aquelarre, y una cincuentena de cantores, cantoras y grupos.  En abril de 1976 nació otra, llamada "La Fragua", ubicada en el segundo piso del restaurante El Hoyo, en el centro de Santiago, creada por un colectivo y dirigida por Alejandro González, hoy Alejandro Masmar.[cita requerida] Ese mismo mes de abril se inauguraba la Peña Folclórica del Instituto Chileno-Francés de Cultura, en la calle Esmeralda, en la ciudad de Valparaíso. Paralelamente, se abrieron otras, como "El Yugo", que funcionaba en el subterráneo del restaurante El Fortín, ubicado en la esquina de calle San Isidro con la Alameda, dirigida por el cantautor y folclorista René Bravo Torres, quien utilizó el seudónimo "Julián del Valle" como medida de seguridad debido a la gran represión existente. En esta peña, llegaron a actuar artistas de renombre nacional e internacional como Roberto Parra dúo con Lautaro Parra, Margot Loyola, Gabriela Pizarro, Gala Torres, Julián del Valle y Tilusa, entre otros. Funcionaba de lunes a domingo, entre las 20:00 y las 24:00 horas debido al toque de queda, en el que era obligatorio cerrar los establecimientos públicos a la medianoche. La peña fue clausurada en agosto de 1978 y su director fue al exilio en Europa —posteriormente, Julián del Valle creó otras tres peñas: "El rincón andino" en Alcalá de Henares, España, en 1980; "Espacio ibero-americano", en Lisboa, Portugal, en 1990; y la peña de la "Asociación de chilenos en España (ACHES)" en 2005—. Otras peñas fueron "La Parra", dirigida por Pancho Caucamán, y "El Cantor", dirigida por Tilusa.
En la calle Esmeralda de Valparaíso a fines de los años 1970, funcionó por muchos años la "Peña del Instituto Chileno-Francés" que amparada en una cuasi inmunidad diplomática prestó sus dependencias a intérpretes y seguidores del semiclandestino Canto nuevo.
La totalidad de las peñas eran dirigidas por gente de la izquierda chilena y allí se interpretaban canciones prohibidas por el Régimen Militar chileno, lo que significaba un riesgo para todos los que allí participaban, fueran ellos público o artistas.
Las peñas significaron un gran apoyo a las instituciones del pueblo puesto que de ahí salían los artistas para trabajar en forma solidaria con las poblaciones. Durante los años 1980, la devaluación de la moneda chilena fue tan fuerte, que las clases populares debieron recurrir a las "ollas comunes" que se organizaron en los diferentes barrios, algunas de ellas dentro de la Iglesia católica. Una actividad de financiamiento común de dichas "ollas" era la organización de peñas.